# Все навпаки
«Все навпаки» (рос. «Всё наоборот») — радянський художній фільм 1981 року режисера  Володимира Грамматикова і Віталія Фетисова.

## Сюжет
Десятикласники Андрій (Михайло Єфремов) і Наташа (Ольга Машна), випадково зустрівшись на вулиці, познайомившись і закохавшись, майже відразу вирішили одружитися, думаючи, що любов з першого погляду — це на все життя, назавжди. Окрилені романтикою, школярі намагаються почати самостійне життя, але, зіткнувшись з практичним світом дорослих, швидко остигають — виникають суперечки й образи. Їхні батьки, спочатку опираючись, урешті-решт домовляються між собою надати їм підтримку. А юні герої через тиждень уже вирішили розлучитися, зрозумівши, що світ дитинства ще не скінчився, дорослі почуття не до кінця їм зрозумілі й поки створюють тільки занадто складні проблеми…

## У ролях
- Михайло Єфремов —  Андрій Лоскутов
- Ольга Машна —  Наташа Єрмакова
- Олег Табаков —  батько Наташі
- Світлана Немоляєва —  мати Наташі
- Олександр Пашутін —  батько Андрія
- Лілія Захарова —  мати Андрія
- Альфія Хабібуліна —  Люба  (озвучувала  Наталія Ричагова)
- Ігор Штернберг —  Боб
- Володимир Грамматиков —  власник «Жигулів»
- Авангард Леонтьєв —  фізрук
- Тетяна Божок —  студентка, одна з кандидатів у репетитори
- Володимир Богданов
- Сергій Власов
- Олексій Золотницький —  кандидат в репетитори
- Наталія Казначеєва —  вчителька літератури в 4-му класі
- Ксенія Козьміна —  прибиральниця в школі
- Надія Самсонова
- Зінаїда Сорочинська —  вчителька хімії

## Знімальна група
- Автор сценарію:  Павло Лунгін
- Режисери:  Віталій Фетисов,  Володимир Грамматиков
- Композитор:  Марк Мінков
- Поет:  Юрій Ентін
- Оператор:  Олександр Гарибян
- Художник: Євген Штапенко